# Марко Лициније Крас
Марко Лициније Крас Дивес, (лат. Marcus Licinius Crassus Dives; око 115. п. н. е. – Кархеја (данас Харан у Турској), 53. п. н. е.), војсковођа и политичар Римске републике. Често га називају „најбогатијим човеком у Риму“.
Од 59. п. н. е. члан првог тријумвирата уз Гаја Јулија Цезара и Помпеја Великог. Након његове смрти дошло је до грађанског рата између Цезара и Помпеја.
Крас је 87. п. н. е. побегао из Рима када је власт преузео Гај Марије. Из Хиспаније је прешао у Африку а затим у Италију гдје се придружио Сули. Као млади официр подржао је Луција Корнелија Сулу у грађанском рату од 83. п. н. е. против популара. Након Сулине победе Крас се безобзирно обогатио на проскрипцијама. Но, прави извор његовог богатства, по Плутарху, била је спретна манипулација грађевинским земљиштем и некретнинама.
Године 73. п. н. е. Крас је постао претор. Када се Спартак у Спартаковом устанку, 72. п. н. е., кренуо с војском робова према Риму, Крас је добио заповедништво над римском војском у Италији. Крас је победио Спартака 71. п. н. е., али рат није могао бити завршен све док се Помпеј није умешао. Тиме је устанак био угушен. Након победе Крас је прославио тријумф. Крас и Помпеј су заједно били изабрани за конзуле 70. п. н. е. Док је Помпеј градио војну каријеру, Крас је повећавао своје богатство и скупљао себи потпору у сенату.
Године 65. п. н. е. Крас је служио као цензор. Године 63. п. н. е. Крас и Цезар су пред сенатом оптужени да су учествовали у завери против сената коју је покренуо Катилина. Иако је конзул Цицерон затражио смртну казну, обојица су ослобођени. Највероватнији разлог ослобађања су Красове бројне везе у сенату.
Након 59. п. н. е. Крас је с Помпејом и Цезаром склопио први тријумвират. Крас је у овом савезу видео могућност за постизања политичког утицаја у држави, који му је недостајао. 56. п. н. е. тријумвират је обновљен, а 55. п. н. е. Крас и Помпеј су именовани за конзуле. По новом уговору Красу је поверена управа над Шпанијом и Сиријом на пет година. 54. п. н. е. Крас је као управник Сирије заратио са Парћанима, тражећи војну победу која му је била потребна да би свој положај учврстио према осталим тријумвирима. Парћани су му нанели катастрофалан пораз у бици код Каре, 53. п. н. е. Ту је Крас и погинуо. Парћани су га заробили, одмах погубили, одсекли му главу и послали је парћанском краљу.

## Породица и порекло
Марко Лициније Крас је био члан рода Лицинија, старе и веома поштоване плебејске породице у Риму. Он је био други од тројице синова рођених од угледног сенатора и тријумфалиса Публија Лицинија Краса (конзул 97. п. н. е, цензор 89. п. н. е.). Ова линија није потицала од богатих Краси Дивита, иако се често претпоставља да јесте. Најстарији брат, Публије (рођен око 116. п. н. е.), умро је непосредно пре Италског рата, а Красов отац и млађи брат су или убијени или су себи одузели живот у Риму, у зиму 87–86. п. н. е, када су их прогонили присталице Гаја Марија, након њихове победе у Bellum Octavianum. Крас је имао необичну особеност по томе што је оженио своју жену Тертулу након што је она постала удовица од његовог брата.
Постојале су три главне гране куће Лицини Краси у 2. и 1. веку п. н. е, и многе грешке у идентификацији и линијама настале су због једнообразности римске номенклатуре, погрешних савремених претпоставки и неуједначености информација широм генерација. Поред тога, Дивес когномен Краси Дивита значи обилат или богат, а пошто је Марко Крас, овде субјект, био познат по свом огромном богатству, то је допринело исхитреним претпоставкама да је његова породица припадала Дивитима. Али ниједан древни извор не даје њему или његовом оцу когномен Дивес; заправо, изричито смо информисани да је његово велико богатство стечено, а не наслеђено, и да је одрастао у скромним околностима.
Красовом деди истог имена, Марка Лицинија Краса (претор око 126. п. н. е.), његов савременик Гај Луцилије, проналазач римске сатире, шаљиво је прозвао грчким надимком Агеластус (ненасмејани или мрачни), тврдећи да се осмехнуо једном у свом животу. Овај деда је био син Публија Лицинија Краса. Његов брат, Гај Лициније Крас (конзул 168. п. н. е.), произвео је трећу линију Лицинија Краса из тог периода, од којих је најпознатији био Луције Лициније Крас, највећи римски говорник пре Цицерона и потоњи јунак и модел из детињства. Маркус Крас је такође био талентован беседник и један од најенергичнијих и најактивнијих адвоката свог времена.

## Младост и Први грађански рат
Након маријанских чистки и накнадне изненадне смрти Гаја Марија, преживели конзул Луције Корнелије Цина (таст Јулија Цезара) увео је забрану оним преживелим римским сенаторима и коњаницима који су подржавали Луција Корнелија Сулу у његовом маршу 88. п. н. е. на Рим и рушење традиционалних римских политичких аранжмана.
Цинина забрана је приморала Краса да побегне у Хиспанију. У Шпанији је боравио од 87. до 84. п. н. е. Овде је регрутовао 2.500 људи (легија мање снаге) од клијената његовог оца који су се населили у том подручју. Крас је користио своју војску да изнуђује новац од локалних градова да плати своје кампање, чак је био оптужен да је опљачкао Малаку. Након Цинине смрти 84. п. н. е, Крас је отишао у римску провинцију Африку и придружио се Метелу Пију, једном од Сулиних најближих савезника, али се тамо није задржао дуго због неслагања са Метелом. Отпловио је своју војску у Грчку и придружио се Сули, „са којим је стајао на посебној почасној позицији“. Током Сулиног грађанског рата, Крас и Помпеј су водили битку у равници Сполетијум (Сполето), убили око 3.000 људи Папирија Карба, вође маријанских снага, и опседали су Каринаса, маријанског команданта.

## Успон до моћи и богатства
Следећа брига Марка Лицинија Краса била је да поново изгради богатство своје породице, које је било заплењено током Маријан-Цинан проскрипције. Сулине проскрипције, у којима је имовина његових жртава јефтино продавана на аукцији, нашле су једног од највећих купаца ове врсте имовине у Красу: заиста, Сула је то посебно подржавао, јер је желео да кривицу што више шири међу онима који су довољно бескрупулозни да то учине. Сулине проскрипције су осигурале да његови преживели надокнаде изгубљено богатство на рачун богатства богатих присталица Гаја Марија или Луција Корнелија Цине. Проскрипције су значиле да су њихови политички непријатељи изгубили своје богатство и своје животе; да је њиховим женским рођакињама (посебно удовицама и њиховим ћеркама) било забрањено да се удају, поново удају или остану у браку; и да су у неким случајевима уништене наде њихових породица да ће обновити своје богатство и политички утицај. За Краса се каже да је део свог новца зарадио од проскрипција, посебно од проскрипције једног човека чије име у почетку није било на листи забрањених, али га је Крас додао, јер је желео богатство тог човека. Плиније процењује Красово богатство на приближно 200 милиона сестерција. Плутарх, у свом Красовом животу, каже да се Красово богатство повећало са мање од 300 талената у почетку, на 7.100 талената. То је представљало 229 тона злата, или око 7,4 милиона трој унци, у вредности од око 13,7 милијарди америчких долара по ценама злата из новембра 2021. године, што је било стање непосредно пре његове партске експедиције, од чега је највећи део, како Плутарх објављује, Крас добио „ватром и ратом, чинећи јавне несреће својим највећим извором прихода.“
Део Красовог богатства стечен је конвенционално, трговином робљем, производњом из рудника сребра и шпекулативним куповинама некретнина. Крас је купио имовину која је конфискована у проскрипцијама и озлоглашеном куповином спаљених и срушених зграда. Плутарх је писао да је, посматрајући колико су такве појаве честе, куповао робове „који су били архитекте и градитељи“. Када је имао преко 500 робова, куповао је куће које су изгореле и суседне „јер би их власници продавали по безначајној цени“. Он је на овај начин купио „највећи део Рима“, откупљујући некретнине јефтино и обнављајући их ропским радом.
Црас је створио прву римску ватрогасну јединицу. Пожари су били скоро свакодневна појава у Риму, а Крас је искористио чињеницу да Рим није имао ватрогасну јединицу, тако што је створио сопствену бригаду, која је бројала око 500 људи, и која је на први крик узбуне јурила до запаљене зграде. Међутим, по доласку на лице места, ватрогасци нису ништа предузимали, док је Крас понудио да купи запаљену зграду од власника у невољи, по мизерној цени. Ако би власник пристао да прода имање, његови људи би гасили ватру; ако би власник одбио, онда би једноставно пустили структуру да изгори до темеља. Пошто је на овај начин купио многа имања, обнављао их је, а често је давао у закуп њихове првобитне власнике или нове закупце.